# Baradero (ort)
Baradero är en ort i Argentina. Den ligger i provinsen Buenos Aires, i den centrala delen av landet, 140 kilometer nordväst om huvudstaden Buenos Aires. Baradero är huvudort för en kommun (partido) med samma namn, och folkmängden uppgår till cirka 30 000 invånare.

## Geografi
Baradero ligger 29 meter över havet. Terrängen runt Baradero är platt. Trakten runt Baradero består till största delen av jordbruksmark. Runt Baradero är det glesbefolkat, med 20 invånare per kvadratkilometer.